# اداره پلیس سن آنتونیو
ادارهٔ پلیس سن آنتونیو (به انگلیسی: San Antonio Police Department)، تأسیس ۱۸۴۶، ادارهٔ پلیس شهر سن آنتونیو، تگزاس در آمریکا است.
این اداره یکی از بزرگ‌ترین مراکز قانونی در تگزاس است. این نیروها با بیش از ۲۰۰۰ نفر نیرو، منطقه‌ای با جمعیتی در حدود ۲ میلیون نفر را پوشش می‌دهد.